# Gefecht bei Sceaux
Weißenburg – Spichern – Wörth – Colombey – Straßburg – Toul – Mars-la-Tour – Gravelotte – Metz – Beaumont – Noisseville – Sedan – Sceaux – Chevilly – Bellevue – Artenay – Châtillon – Châteaudun – Le Bourget – Coulmiers – Amiens – Beaune-la-Rolande – Villepion – Loigny und Poupry – Orléans – Villiers – Beaugency – Nuits – Hallue – Bapaume – Villersexel – Le Mans – Lisaine – Saint-Quentin – Buzenval – Paris – Belfort
Das Gefecht bei Sceaux am 19. September 1870 zwischen der französischen Besatzung von Paris unter General Ducrot und Teilen des II. Bayerischen Armeekorps und V. Armee-Korps war eine Schlacht des Deutsch-Französischen Krieges. Der Ausfall wird in einigen Stellen auch nach den Höhenzügen Petit Bicêtre bzw. Plessis-Piquet oder dem Ort Meudon benannt.

## Lage des Kampfgebietes
Die Stadt Sceaux liegt im Südwesten von Paris ca. 10 km vom Stadtzentrum entfernt. Während der Belagerung von Paris fand hier der einzige französische Versuch statt, die Einschließung der Stadt zu verhindern. Im Ortsgebiet liegt die Anhöhe von Plessis-Piquet, die das Ziel des Ausfalls darstellte.

## Ziel und Zustand der französischen Truppen
Um die Einschließung der Stadt zu verhindern, versuchte Ducrot als Befehlshaber der zweiten Armee der Stadtbesatzung einen Angriff bei Sceaux, bevor die Belagerer ihre endgültigen Stellungen beziehen konnten. Ihm stand hierzu ein Korps in Stärke von ca. 30.000 bis 40.000 Mann zur Verfügung. Diese Truppe bestand jedoch hauptsächlich aus Mobilgardisten und neu eingezogenen Freiwilligen. Viele der Soldaten waren erst vor wenigen Tagen zur Besatzungsarmee eingezogen worden und kämpften in Zivilkleidung. Ebenso gab es keine einheitliche Bewaffnung.

## Die Kämpfe

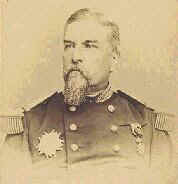
General Auguste-Alexandre Ducrot

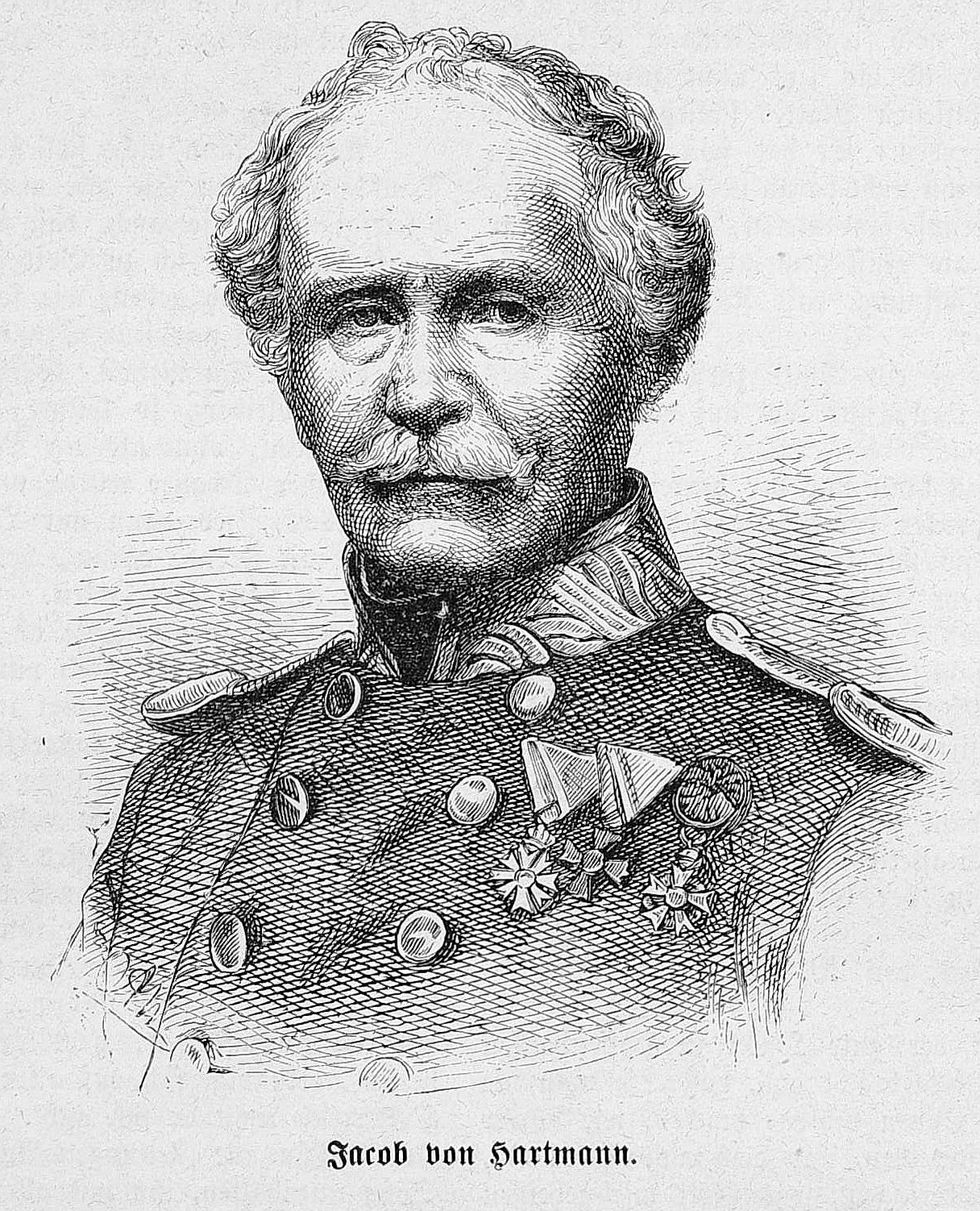
General Jakob von Hartmann

Das französische Korps ging am späten Abend des 18. September 1870 bei Viry-Châtillon, zwischen den Forts von Montrouge und Vanves in Stellung; gegen 5 Uhr morgens am nächsten Tag gingen die ersten Infanterieverbände vor. Diese wurden jedoch bereits von den ersten deutschen Vorposten zurückgeworfen. Daraufhin zog die französische Artillerie mit ca. 70 Geschützen auf und beschoss eine halbe Stunde lang den ihr gegenüber liegenden Wald, in dem deutsche Truppen vermutet wurden. Zwei preußische Regimenter, das Königs-Grenadier-Regiment (2. Westpreußisches) Nr. 7 und das 2. Niederschlesische Infanterie-Regiment Nr. 47 von der 9. Division hatten sich im Wald verschanzt und erwarteten hier den Angriff. Dieser erfolgte gegen halb acht unter der Führung des französischen 16. Linienregiments. Als dieses von den Preußen im Wald in einen verlustreichen Nahkampf verwickelt wurde, gerieten die Franzosen zusätzlich in das Feuer einer nachrückenden Einheit von Mobilgarden und zogen sich daraufhin in völliger Auflösung zurück.
Die Preußen erhielten kurz darauf Verstärkung durch Teile zweier bayerische Regimenter sowie Teile der 10. Division und konnten damit ihre Stellungen halten. Unterdessen hatte eine weitere bayerische Brigade mit ihrer Artillerie Stellungen auf der linken französischen Flanke beziehen können und schoss von hier auch mit der neuen Sprengmunition. Wie schon in der Schlacht von Sedan zeigte diese neue Munition auch hier erhebliche Wirkung und führte zum Rückzug der Franzosen. Diese ließen hierbei eine Feldschanze mit acht Geschützen zurück, die vom 14. Bayerischen Infanterie-Regiment erobert wurde. Die nachrückenden deutschen Truppen machten hier zahlreiche Gefangene. Ab 9:00 Uhr waren die Franzosen auf dem Rückzug bzw. auf der Flucht. Lediglich auf den Höhen von Villejuif hielten sich einzelne französische Einheiten bis in den Nachmittag. Die Stärke der preußischen und bayerischen Truppen betrug zusammen ca. 15.000 Soldaten, davon waren aber große Teile nur an der Endphase der Kämpfe beteiligt.
Die Höhe der Verluste und die genaue Anzahl der Gefangenen ist nicht genau belegt.

## Folgen
Der Oberbefehlshaber der Besatzungsarmee, General Trochu machte am nächsten Tag die Linientruppen für den Misserfolg verantwortlich und lobte die Mobilgarden für ihren Einsatz.

## Historische Quellen
- Friedrich Engels: Über den Krieg. Transkription eines Textes aus der The Pall Mall Gazette Nr. 1762 vom 6. Oktober 1870.
- Kampf vor Paris. In: Provinzial-Correspondenz. vom 28. September 1870, S. 3
- Sceaux. In: Meyers Konversations-Lexikon. 4. Auflage. Band 14, Verlag des Bibliographischen Instituts, Leipzig/Wien 1885–1892,  S. 368.
- Deutsch-Französischer Krieg. In: Meyers Konversations-Lexikon. 4. Auflage. Band 5, Verlag des Bibliographischen Instituts, Leipzig/Wien 1885–1892,  S. 106.